# Чектырме (судно)

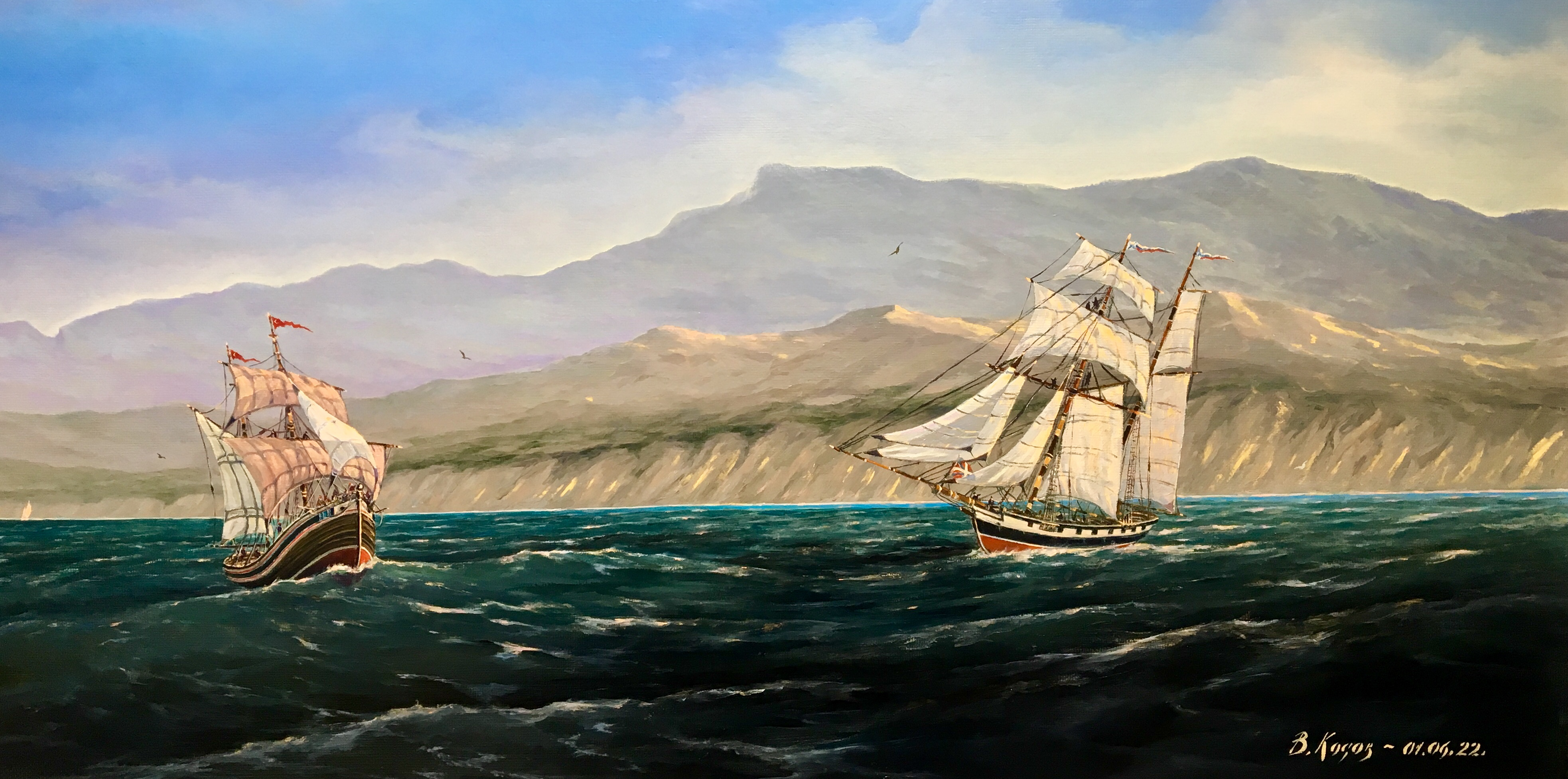
В. Косов «Захват шхуной „Гонец“ турецкой Чектырме у побережья Сочи»

Чектырме (чекдирме, чекерма, чактырма) — парусное одно- или двухмачтовое турецкое лёгкое торговое судно.

## Описание судна
Небольшое одно- или двухмачтовое судно, грузоподъёмностью до 50 тонн. Могло иметь на вооружении до 4-х легких орудий.

## Использование судна
В военное время использовалось в турецком флоте в качестве посыльных судов при эскадрах, в том числе во время русско-турецких и крымской войн.
Помимо турецкого флота использовалось народами Кавказа, торговцами, контрабандистами и в казачьих флотилиях на Чёрном море. В Российском императорском флоте суда данного типа не строились, однако есть данные об использовании в составе флота трёх трофейных судов, захваченных в 1828 году у турок и переименованных в «Святой Николай», «Святой Спиридоний» и «Святой Пётр». Все три российские чектырме были разобраны в 1834 году. Также русском флоте в качестве разведывательных судов могли использоваться чектырме частных владельцев.

## Чектырме в искусстве
Нашли отражение в русском искусстве, так художником А. Дороговым в конце 1849 года была написана картина «Преследование русским крейсером кавказской чектырмы с невольницами»,  произведение было показано на академической выставке.